# Marcelo Ramos
Marcelo Silva Ramos, noto semplicemente come Marcelo Ramos (Salvador, 25 giugno 1973), è un ex calciatore brasiliano, di ruolo attaccante.

## Caratteristiche tecniche
Gioca come attaccante. Ha segnato 84 reti in 251 partite nella massima divisione del campionato brasiliano di calcio, mantenendo una media di 0,3 reti a partita.

## Carriera

### Club
Debuttò nel Bahia, vincendo il Campionato Baiano 1993, diventando il capocannoniere del torneo nell'edizione 2004. Trasferitosi al Cruzeiro, vinse la Coppa Libertadores 1997, dopo la vittoria della Coppa del Brasile del 1996. Dopo le vittorie con la raposa si trasferì in Giappone dove giocò per il Nagoya Grampus Eight; tornato in Brasile, la sua media realizzativa si abbassò; questo gli causò il passaggio alle serie minori, più precisamente in Série B, dove nel 2007 segnò 26 reti  (tra Campionato Pernambucano, di cui fu capocannoniere, e Série B) con il Santa Cruz. Tornò in Série A con l'Atlético Paranaense, con cui segnò 5 reti.
Il 19 luglio 2008, Marcelo Ramos tornò al Bahia, club che lo aveva lanciato, segnando in tutto 7 reti in Série B. Tornò poi al Santa Cruz e firmò un contratto con l'Ipatinga, il 24 aprile 2009.

### Nazionale
Ha giocato una partita con il Brasile nel 1995 contro l'Uruguay.

## Palmarès

### Club

#### Competizioni statali
- Campionato Baiano: 4

Bahia: 1991, 1993, 1994
Vitória: 2005
- Campionato Mineiro: 4

Cruzeiro: 1996, 1997, 1998, 2003
- Copa Centro-Oeste: 1

Cruzeiro: 1999

#### Competizioni nazionali
- Coppa del Brasile: 2

Cruzeiro: 1996, 2003
- Supercoppa dei Paesi Bassi: 1

PSV: 1996
- Campionato olandese: 1

PSV: 1996-1997
- Campionato colombiano: 1

Atlético Nacional: 2005

#### Competizioni internazionali
- Copa Master de Supercopa: 1

Cruzeiro: 1994
- Copa de Oro: 1

Cruzeiro: 1995
- Coppa Libertadores: 1

Cruzeiro: 1997
- Recopa Sudamericana: 1

Cruzeiro: 1998

### Individuale
- Capocannoniere del Campionato Baiano: 1

1993 (22 gol)
- Capocannoniere del Campionato Mineiro: 1

1996 (23 gol)
- Capocannoniere del Campionato Pernambucano: 1

2009 (18 gol)